# Básthy Tamás
Básthy Tamás (Szombathely, 1943. december 17. –) politikus, országgyűlési képviselő, Kőszeg polgármestere 1990 és 2002 között.

## Életrajza
1962-ben érettségizett a szombathelyi Nagy Lajos Gimnáziumban, 1971-ben agrármérnöki diplomát szerzett az Agrártudományi Egyetem mosonmagyaróvári főiskolai karán, majd 1983-ban  vállalatgazdasági szakmérnöki oklevelet. 1964-től egy évig Horvátzsidányban a Jurisics Mgtsz-ben gyakornokként dolgozott, 1965-től 1988-ig a  Kőszeg Hegyalja Mgtsz-ben lett agronómus. 1988-1990 között Szombathelyen dolgozott az Agrobank irodavezetőjeként. 1992-től a Kőszegi Sport Egyesületnek elnöke, 1995-től pedig az Agrárkamara tagja.
1990-ben lépett be a KDNP-be, majd 1994-1997 között a párt Vas megyei szervezetének elnöke volt. 1997. július 11-én őt is kizárták a KDNP-ből. 1997. augusztus 30-tól az MKDSZ Vas megyei elnöke.
Egyéni mandátumot szerzett 2002. április 7-én, a választás első fordulójában Kőszegen. A 2006-os országgyűlési választásokon Vas megye 3. számú választókerületében szerzett mandátumot. 2006. május 30-tól a honvédelmi és rendészeti bizottság tagja.

## Díjai
- A Magyar Érdemrend középkeresztje (2019)

## Külső hivatkozások
- Básthy Tamás honlapja